# Aspilatopsis amtennaria
Aspilatopsis amtennaria är en fjärilsart som beskrevs av Achille Guenée 1857. Aspilatopsis amtennaria ingår i släktet Aspilatopsis och familjen mätare. Inga underarter finns listade i Catalogue of Life.